# Silver Skies Blue
Silver Skies Blue è un album in studio dei cantanti statunitensi Judy Collins e Ari Hest, pubblicato nel 2016.

## Tracce
Testi e musiche di Judy Collins e Ari Hest, eccetto dove indicato.

1. Drifting Away – 3:19
2. I Choose Love – 3:01
3. Silver Skies Blue – 3:06
4. The Weight – 3:16 (Hest)
5. Slow Burns – 3:17
6. Let You In – 3:57
7. Run – 4:15
8. Aberdeen – 4:38 (Hest)
9. Elena – 3:33
10. Secret Harbor – 4:33 (Collins, Hest, Russel Walden)
11. Home Before Dark – 3:35 (David Buskin, Collins, Dwight W. Batteau Jr.)
12. Strangers Again (Marvin Etzioni, Hest)